# 감기 (영화)
"감기"는 장혁과 수애가 주연을 맡은 김성수 감독의 2013년 한국영화이다. 약 100억원이 투자되는 재난 블록버스터로서 2013년 8월 14일에 개봉했다.

## 줄거리
감염 1초당 3.4명 48시간 이내에 사망에 이르는 신종 조류독감이 발생하게 되어 통제불능상태에 빠진 도시에서, 사람들이 생존을 위해 벌이는 사투와 시스템은 그들을 어떻게 다루는지에 대해 그린다.

## 캐스팅

### 주연
- 장혁 - 오지구 역
- 수애 - 김인해 역
- 박민하 - 김미르 역

### 출연
- 유해진 - 배경업 역
- 이희준 - 주병기 역
- 이상엽 - 병우 역
- 김기현 - 총리 역
- 박효주 - 정선생 역
- 보리스 스타웃(Boris Stout) - 스나이더 역
- 김문수 - 양박사 역
- 박정민 - 철교 역
- 정영금 - 철교 모 역
- 장경업 - 상명 역
- 앤드류 윌리엄 브랜드 - 벡크만 역
- 최병모 - 최동치 역
- 함진성 - 구급대원 역
- 노기홍 - 감염센터장 역
- 이대광 - 방역군 장교 역
- 설창희 - 응급실인턴 역
- 이영수 - 경계선시민 역
- 최익준 - 캠프 중대장 역
- 양명헌 - 경계선대위 역
- 유정호 - 경계선소대장 역
- 조휘준 - 찬우 역
- 손소영 - 경계선시민 역
- 박필영 - 국방장관 역
- 남문철 - 국방장관 역감염판정관 역
- 우린 - 이마트판촉직원 역
- 나윤성 - 챠트군인 역

### 특별출연
- 차인표 - 대통령 역
- 마동석 - 전국환 역
- 배장수 - 여당의원 역
- 오명석 - 뉴스앵커 역
- 이정미 - 뉴스앵커 역
- 함형건 - 뉴스앵커 역
- 오수현 - 뉴스앵커 역

## 기타
- 주로 성남시의 분당구에서 촬영하였다. 일부 장면은 경기도 고양시 덕양구와 경상남도 양산시에서도 촬영하였다.